# Вилла Виндзор
«Вилла Виндзор» (фр. 4 route du Champ d'Entraînement или англ. Villa Windsor) — историческая вилла в XVI-м округе Парижа, в северо-западной части Булонского леса, рядом с южной окраиной Нейи-сюр-Сен. Дом находится в собственности города Парижа и сдан в аренду семье Мохаммеда Аль-Файеда. До 1986 года это был парижский дом герцога и герцогини Виндзорских.

## История
Первоначально вилла называлась Шато Ле Буа и представляет собой классическое здание XIX века из четырнадцати комнат, окруженное большим садом и парком. Построена около 1860 года и когда-то принадлежала семье Рено. После Второй мировой войны французское правительство наложило арест на поместье, а в конце 1940-х годов в доме проживал Шарль де Голль.

## Дом герцога и герцогини Виндзорских
После отречения короля Эдуарда VIII от престола в 1936 году, в 1937 году король Георг VI сделал его герцогом Виндзорским. Герцог женился на Уоллис Симпсон 3 июня 1937 года в замке Канде во Франции, и с этого момента она стала называться герцогиней Виндзорской.
С 1952 по 1986 год вилла сдавалась Виндзорам в аренду городом Парижем за символическую арендную плату. Внутренняя отделка виллы была выполнена парижской фирмой Maison Jansen под руководством герцогини. Французское правительство освободило их от уплаты подоходного налога. Герцог и герцогиня умерли в этом доме в 1972 и 1986 годах соответственно.
В 1952 году Виндзоры купили загородный дом, Мулен де ла Тюильри, к юго-западу от Парижа, где они проводили большинство выходных и летних отпусков.
До и после Второй мировой войны герцог и герцогиня жили в арендованной вилле, Шато де ла Кро на Французской Ривьере.

## Резиденция Мохаммеда Аль-Файеда
После смерти герцогини в 1986 году дом был возвращён в собственность города. В том же году египетский бизнесмен из Лондона Мохаммед Аль-Файед, в то время владелец универмага Harrods, подписал договор аренды виллы на пятьдесят лет.
Арендная плата составляла один миллион франков в год при условии, что он потратит тридцать миллионов франков на ремонт дома. Аль-Файед тщательно отремонтировал и восстановил то, что он назвал «Виллой Виндзор», и за свои усилия в 1989 году получил звание офицера Ордена почётного легиона. Бывший камердинер герцога, Сидней Джонсон, выступал в качестве советника по реставрации.
Сын Аль-Файеда Доди посетил виллу вместе с Дианой, принцессой Уэльской, на полчаса за день до их смерти в 1997 году.

## Продажа имущества Виндзоров
В июле 1997 года Аль-Файед объявил, что аукцион по продаже имущества герцога и герцогини Виндзорских с виллы состоится в конце того же года в Нью-Йорке. Он купил имущество за сумму, эквивалентную 4,5 миллионам долларов США, у главного бенефициара наследства герцогини, Института Пастера. Предметы, выставленные на продажу, имели личную ценность для королевской семьи и включали стол, за которым Эдуард отрекся от престола в 1936 году, коллекцию из десяти тысяч фотографий и куклу, подаренную Эдуарду его матерью, королевой Марией.
После смерти сына Аль-Файеда Доди и Дианы, принцессы Уэльской, аукцион был отложен, но в конце концов состоялся в феврале 1998 года в нью-йоркском аукционном доме Sotheby’s. На продажу было выставлено более 40 000 предметов, разделенных на 3200 лотов. Выручка от аукциона пошла в Международный благотворительный фонд Доди Файеда. Хотя покупатели и остались неизвестными, считается, что члены британской королевской семьи приобрели все предметы на аукционе.